# 樂善橋 (邛崍)
樂善橋位於四川省成都市邛崍市平樂鎮禹王社區7組，于清咸豐九年（1859年）開始動工，清同治元年（1862年）初竣工。
2012年7月16日公佈為第八批四川省文物保護單位。

## 簡介
乐善桥為7孔石拱橋，紅砂石砌築而成，呈南北走向，橫跨于白沫江上，長120公尺，寬10公尺，高9.3公尺。橋兩端各為13級垂帶臺階，臺階兩末端各為兩石鼓，浮雕有人物、花草，石鼓上為石獅。橋中間三孔卷頂西側浮雕有人物圖案，橋南端垂帶臺階東側橋欄內有一小龕，龕內有一雕刻石獅。樂善橋是現在邛崍境內為數不多保存完好的紅砂石拱橋之一，其修建工藝水平較高，保存完好，是研究清代橋樑工藝和橋樑史的重要實物史料。